# ジョゼフ・プレストウィッチ
サー・ジョゼフ・プレストウィッチ（英: Sir Joseph Prestwich、1812年3月12日 - 1896年6月23日）は、イギリスの地質学者、実業家である。第三紀の地質のエキスパートで、ブーシェ・ド・ペルテ（英: Boucher de Perthes）のサン・アシュール（英: St Acheul）遺跡の石器の発見を確認したことでも知られる。

## 生涯
ロンドンの Pensbury に生まれた。パリ大学やレディングで学んだ後、ユニヴァーシティ・カレッジ・ロンドンで化学、自然哲学を学んだ。1830年から家業のワインの仕事を始め、仕事でイギリス各地やフランス、ベルギーを旅した。これらの旅行で地質の観察を行い、地質学に興味をもち1833年にロンドン地質学会の会員となった。1831年から1832年の間の観察に基づいて1836年に発表した、「コールブルックデール（英: Coalbrookdale）の地質」の研究で、地質学者としての高い評判を得た。
1846年からロンドン盆地の第三紀地層の研究を行い、イギリス全土、フランス、ベルギーの第三紀地層との関連を研究した。1858年に、ブーシェ・ド・ペルテが、石器を発見したと発表したサン・アシュールのソンム川の洞窟を訪れることをヒュー・ファルコナーから依頼され、ジョン・エバンスとともにペルテの発見を確認した。その報告は1859年から1860年になされ、科学的方法による考古学の始まりとされる。
1860年代は王立石炭委員会や首都上水道委員会の委員に任じられた。1874年にオックスフォード大学の地質学の教授となった。1849年にロンドン地質学会からウォラストン・メダルを受賞した。1853年に王立協会の会員に選出され、1865年に王立協会ロイヤル・メダルを受賞した。1896年にはヴィクトリア女王によりナイトに叙された。